# 이야기 더
《이야기 더》는 평일 오후 3시 50분에 채널A로 방송되는 채널A의 텔레비전 프로그램이다.

## 앵커
- 유승진 : 채널A 기자

## 동시간대 경쟁 프로그램
- 사사건건, KBS 뉴스 5 (KBS 1TV)
- OBS 뉴스 오늘 (OBS경인TV)
- 뉴스파이터 (MBN)